# Balls of Steel
Balls of Steel (рус. Битва Хулиганов (перевод канала 2х2)) — британское юмористическое телешоу, в котором комики пытаются рассмешить зрителей своими видеороликами.

## Порядок проведения
Во время проведения шоу 6 участников показывают свои юмористические видеоролики (исключение составляет дуэт «Люди „Сделай Мне Больно“»). Затем после того, как все комики выступили, зрители выбирают лучшего с помощью голосования. Победитель получает приз — «Стальные Яйца».

## Участники
| Участники                                          | Описание | Кол-во серий |
| -------------------------------------------------- | --- | ------------ |
| Алекс Зейн (англ. Alex Zane)                       | Создает телеигры, в которых преимущество дается подставному игроку, используется поддельная аппаратура (детекторы лжи и проч.) или просто ответы игрока под каким-либо предлогом не засчитываются. | 16           |
| Говнистый дьявол (англ. The Annoying Devil)        | Носит ярко-красный костюм дьявола и раздражает широкую общественность различными способами: вешает непристойные таблички в разных местах, обливает людей различными жидкостями, портит людям досуг, мешая им спокойно отдыхать. | 13           |
| Недж (англ. Neg)                                   | Занимается «Городскими видами спорта», которые зачастую не совсем моральны. Вот некоторые из видов спорта: «Родео» — запрыгивание на спину прохожим, «Стрельба Бургерами» — обстрел фастфудом ничего не подозревающих людей, «Бег по Ковровой Дорожке» — вылезание на красную дорожку во время премьер (был арестован во время презентации фильма Уилла Смита) | 13           |
| Люди «Сделай Мне Больно» (англ. Pain Men)          | Двое людей, Панчо и Притчард умышленно причиняют друг другу физическую боль, оценивая её затем по десятибалльной шкале. Ситуации для возникновения положений, в которых они причиняют эту самую боль, зачастую очень комичны. Кстати, это единственные участники шоу, проводящие свои «приколы» в студии, а не на телеэкране.                                  | 11           |
| Оливия Ли (англ. Olivia Lee)                       | Устраивает шутки над голливудскими знаменитостями с помощью такого реквизита, как ручка с шокером или микрофон в форме гениталий. | 11           |
| Большой Гей-Охотник (англ. Big Gay Following)      | Охотится за мужчинами и подстрекает их к однополой связи. Как ни странно, один раз на его предложение согласились. | 8            |
| Стервозина (англ. Bunny Boiler)                    | Флиртует с мужчинами для провокации ответной реакции со стороны подруг последних. Очень привлекательна и носит, в основном, обтягивающую одежду. | 8            |
| Воинственный Чернокожий (англ. Militant Black Guy) | Создает дискомфорт людям, при каждой возможности обвиняя их в расизме, придираясь ко всем их словам. | 7            |
| Мистер Неадекватный (англ. Mr. Inappropiate)       | Делает несоответствующие общественному порядку вещи, такие, как неправильное обучение иностранцев или публичное чтение порножурналов. | 5            |
| Рэнди Кэмбелл (англ. Randy Cambell)                | «Топ-каскадер Новой Зеландии» исполняет опасные и смелые трюки, но с «подставой». | 5            |
| Мама «Не Горюй» (англ. Scummy Mummy)               | Притворяется любящей мамочкой и делает прямо противоположные вещи тому, что следовало бы делать настоящему родителю. | 3            |
| Трахальщики (англ. The Fuckers)                    | Выполняют имитацию полового акта в совершенно неподходящих для этого местах. | 3            |
| Подсадная Утица (англ. Man Tester)                 | Находит одинокого человека в баре, знакомится с ним и в ходе разговора «выясняются» разные непристойные вещи, относящиеся к её личности. Затем она следит, продолжит ли с ней флиртовать этот молодой человек или нет. | 3            |
| Худший из Худших (англ. The World's Worst)         | Занимает различные должности и работает на них как можно хуже. | 2            |
| Голый Дядя (англ. Naked Man)                       | Гуляет по общественным местам в обнажённом виде. | 2            |
| Убеголог (англ. Escapologist)                      | Пытается совершить опасный побег с помощью своего отца. | 1            |
| Летучая Ловушка Пениса (англ. The Penis Fly Trap)  | Ставит себя в неловкое положение для привлечения мужчин, а затем обвиняет их в использовании её положения с помощью фраз типа: «Вы смотрите на мои сиськи?» | 1            |
| Ублюдок в Черном (англ. The Bastard in Black)      | Выполняет роль «подставного» арбитра на футбольных матчах, принимая решения, совершенно несоответствующие футбольным правилам. | 1            |
| Хрен-Жокей (англ. Knob Jockey)                     | Садится на колени мужчинам и имитирует скачки, пытаясь продержаться как можно дольше. Все это сопровождается соответствующими комментариями. Эти скачки напоминают «Родео» Неджа и мужчины, на которых происходят скачки, являются знакомыми главному исполнителю.                                                                                             | 1            |